# Деннери (приход)
Деннери (англ. Dennery) — приход на восточном (наветренном) побережье островной нации Сент-Люсия.
Основными видами экономической деятельности являются рыболовство, выращивание луновидной фасоли, бананов и других тропических фруктов. Население прихода оценивалось в 12 876 человек в 2002 году.
Большая часть Деннери находится в Долине Мабуя, в которую входят Дьерьер Ривьер, Ау Леон, Деспинозе, Гадетт, Гранд Ривьер, Гранд Равин, Ла-Рессурс, Ричфонд и другие прилегающие районы. В нескольких километрах к югу от города находится природный заповедник Фрегат-Айленд.
Четверть Деннери делится на две избирательные группы: Деннери-Норт и Деннери-Юг. На избирательном округе Деннери-Севера в настоящее время находится почетный Шон Эдвард из Лейбористской партии Сент-Люсии, в то время как Деннери Юг принадлежит достопочтенному Эдмунду Эстефану Объединенной рабочей партии после выборов, состоявшихся в ноябре 2011 года.

## Местные достопримечательности
- Sault Falls. Расположенный в нескольких милях от Деннери водопад, высотой 20 м на реке Деннери.
- Заповедник Острова Фрегат. Он управляется Национальным трастом Сент-Люсии, является местом размножения морских птиц.